# Bonaventura Diamant
Bonaventura Diamant OSCO (* 9. November 1884 als Gregor Diamant; † 7. Mai 1957 in Bad Kissingen) war ein deutscher Trappist und Abt der Trappistenabtei Marija-Zvijezda in Bosnien und Herzegowina sowie kurzzeitig Superior ad nutum der Abtei Engelszell in Österreich.

## Leben
Gregor Diamant wuchs in Biberach an der Riß auf. Nach dem Abitur begann er am 26. März 1902 das Noviziat in der Trappistenabtei Marija-Zvijezda und erhielt den Ordensnamen Bonaventura, der an den Franziskaner Bonaventura erinnert. Am 31. Mai 1904 legte er die einfache Profess ab und ging anschließend nach Rom, um Philosophie, Biologie, Mathematik, Physik und Theologie zu studieren. Am 15. August 1907 legte er die ewige Profess ab. Nach seinen Studien promovierte er in Philosophie. Am 21. Dezember 1912 wurde er in Rom zum Priester geweiht. Nach seiner Rückkehr nach Mariastern wurde er Subprior, stellvertretender Ökonom und Buchhalter. Zu Beginn des Ersten Weltkriegs wurde er Prior und am 29. Mai 1920 Abt, als Dominikus Aßfalg sein Abbatiat aus Altersgründen niederlegte.
1944 musste Bonaventura Diamant mit den deutschstämmigen Mönchen Mariastern verlassen. 1951 wurde er Superior im Stift Engelszell. 1952 legte er diese Aufgabe nieder und ging, begleitet von Otto Aßfalg, in die Abtei Mariawald. Seine letzten Lebensmonate verbrachte er im Sanatorium der Mariannhiller Missionsschwestern in Bad Kissingen. Auf dem Klosterfriedhof von Mariawald wurde er beerdigt.

## Weblink
- Bonaventura Diamant in der Biographia Cisterciensis